# Nervi (Genova)
Nervi è un quartiere residenziale di 10 484 abitanti del comune di Genova, compreso nel Municipio IX Levante. È stato comune autonomo fino al 1926, quando è stato aggregato alla Grande Genova.
Situato all'estrema periferia orientale del capoluogo genovese, dispone di un porto turistico e di una lunga scogliera sulla quale è stata costruita la lunga passeggiata intitolata ad Anita Garibaldi.
Il quartiere ospita, inoltre, gli omonimi Parchi di Nervi.

## Geografia fisica

### Territorio
Il territorio dell'ex comune di Nervi comprendeva il tratto di costa tra il Fosso della Pozzacqua, che scende dal monte Moro dove inizia via Gianelli, ed il Fosso Gattego che sfocia in mare poco a ponente della spiaggia di Capolungo (ex comune di Sant'Ilario Ligure).
All'interno il territorio comprende alcune alture: il monte Moro (412 m), la cresta del monte Moro (574 m) e culmina con la vetta del monte Croce (785 m).
Il territorio è attraversato dal torrente Nervi, che dopo alcuni chilometri sfocia in mare nei pressi del porticciolo.

### Clima

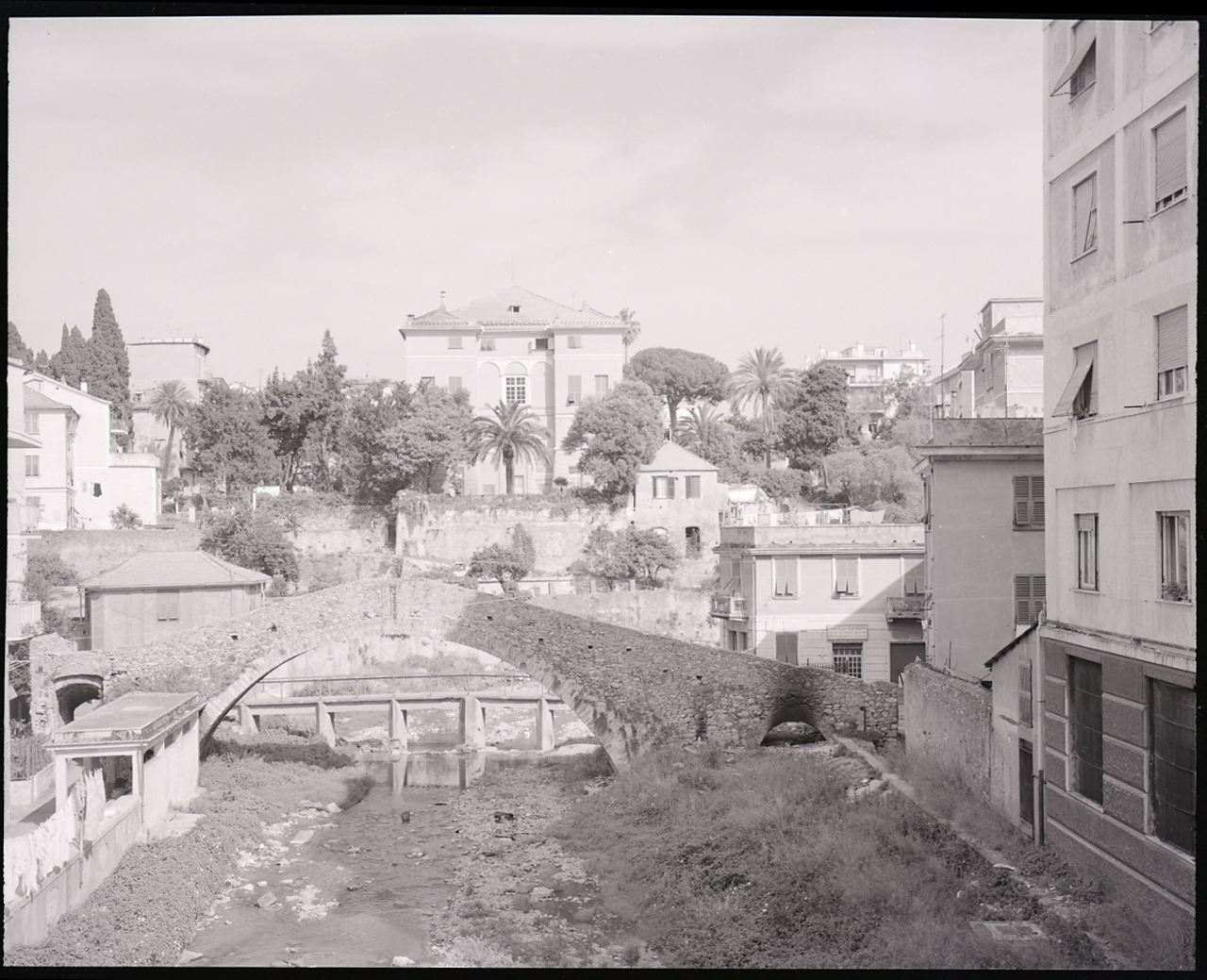
Villa Gnecco in una fotografia del 1963 di Paolo Monti. In primo piano il ponte sul torrente Nervi.

Il territorio del comune di Genova compreso tra Quinto al Mare e Sant’Ilario presenta un microclima ben conosciuto ai genovesi: i monti Moro e Giugo costituiscono una barriera a strapiombo sul mare contro i venti freddi invernali che associandosi ad una completa esposizione a mezzogiorno della costa determina nel periodo invernale notevoli differenze termiche con il resto del territorio cittadino. Il territorio degli ex comuni di Quinto/Nervi/Sant’Ilario è tuttavia caratterizzato da 4 aree microclimatiche anche molto diverse tra loro, influenzate da 3 fattori fondamentali di differenziazione climatica: l‘altezza sul livello del mare, la distanza dal mare e il soleggiamento; Le differenze climatiche tra queste aree sono molto significative.
La prima area è quella marina; quest’area è compresa nelle immediate vicinanze della linea costiera fino ad un’altezza inferiore ai 100 m s.l.m.: da levante fino a Quinto la zona risulta riparata dalla tramontana per la presenza dei monti Moro e Giugo e presenta temperature autunnali ed invernali in grado di competere con quelle di città come Messina e Palermo; da viale Quartara procedendo verso il capoluogo la costa non è più riparata dai venti freddi settentrionali e se in estate non presenta particolari differenze termiche con la zona a Levante, in inverno il clima vi risulta più freddo e ventoso di quello del vicino Levante. In questa area sono attualmente presenti 2 stazioni meteo: la stazione meteo di via Murcarolo gestita da Limet attiva dal 2015 e la stazione ubicata sulla Torre Gropallo in funzione dal 2023.
La seconda microarea climatica è quella collinare; quest'area è compresa tra i 100/300 m sul livello mare con un clima con temperature minime leggermente inferiori rispetto alla fascia marina e massime simili. La stazione meteo più significativa della zona è quella ubicata presso la l'istituto agrario "Marsano" di Sant'Ilario gestita dall’ARPAL.
La terza microarea è quella montana con un clima continentale anche assai rigido ed è compresa tra i 500 e gli 800 m s.l.m. In parte, lungo il corso del torrente Nervi, questa zona microclimatica scende a livelli altitudinali inferiori (anche sotto i 200/300 m). La stazione meteo più significativa della zona, è quella ubicata in località Fontana Fresca, alle spalle della non lontana Sori, a 791 m s.l.m. gestita dall’ARPAL.
La quarta microarea climatica è quella interna che comprende il territorio in gran parte boschivo che si estende sul versante Nord dei monti Fasce, Croce e Cordona fino al corso del torrente Lentro. Questa zona è caratterizzata da un clima umido ed escursioni diurne e annuali maggiori del resto del territorio.
STAZIONE METEO LIMET di via Murcarolo (m.20 slm) dal 2015 al 2025
| Mese                  | Mesi        | Mesi        | Mesi        | Mesi        | Mesi        | Mesi        | Mesi        | Mesi        | Mesi        | Mesi        | Mesi        | Mesi        | Stagioni | Stagioni | Stagioni | Stagioni | Anno  |
| Mese                  | Gen         | Feb         | Mar         | Apr         | Mag         | Giu         | Lug         | Ago         | Set         | Ott         | Nov         | Dic         | Inv      | Pri      | Est      | Aut      | Anno  |
| --------------------- | ----------- | ----------- | ----------- | ----------- | ----------- | ----------- | ----------- | ----------- | ----------- | ----------- | ----------- | ----------- | -------- | -------- | -------- | -------- | ----- |
| T. max. media (°C)    | 13,8        | 14,4        | 15,9        | 18,5        | 21,8        | 26,0        | 28,7        | 29,3        | 26,3        | 22,0        | 18,1        | 15,0        | 14,4     | 18,7     | 28,0     | 22,1     | 20,8  |
| T. media (°C)         | 11,5        | 12,1        | 13,3        | 15,9        | 19,2        | 23,5        | 26,1        | 26,7        | 23,5        | 19,5        | 15,6        | 12,7        | 12,1     | 16,1     | 25,4     | 19,5     | 18,3  |
| T. min. media (°C)    | 9,2         | 9,8         | 10,7        | 13,2        | 16,6        | 21,0        | 23,5        | 24,0        | 20,7        | 17,1        | 13,1        | 10,5        | 9,8      | 13,5     | 22,8     | 17,0     | 15,8  |
| T. max. assoluta (°C) | 20,2 (2018) | 20,1 (2022) | 25,9 (2017) | 30,2 (2018) | 30,8 (2022) | 33,6 (2025) | 34,6 (2015) | 36,0 (2023) | 33,5 (2023) | 28,1 (2018) | 23,2 (2018) | 21,6 (2018) | 21,6     | 30,8     | 36,0     | 33,5     | 36,0  |
| T. min. assoluta (°C) | 3,5 (2017)  | −1,3 (2018) | 1,1 (2018)  | 5,5 (2022)  | 10,6 (2024) | 15,2 (2016) | 17,5 (2016) | 18,7 (2018) | 14,3 (2020) | 10,7 (2016) | 6,6 (2017)  | 5,6 (2017)  | −1,3     | 1,1      | 15,2     | 6,6      | −1,3  |
| Precipitazioni (mm)   | 69          | 79          | 111         | 66          | 78          | 52          | 22          | 52          | 113         | 147         | 127         | 120         | 268      | 255      | 126      | 387      | 1 036 |

## Origini del nome
Il toponimo Nervi potrebbe derivare, secondo alcune ipotesi, dall'imperatore romano Marco Cocceio Nerva, al quale sarebbe stato dedicato in suo onore da un drappello di soldati a lui fedele che trovò rifugio nel borgo.
L'origine della località, secondo diversi autori, si deve ad una colonia di celti che vi si stabilirono. L'ipotesi è avvalorata dal motto "NEAR AV INN" presente sull'antico stemma comunale nerviese, che significherebbe "luogo vicino al mare" e la cui storpiatura avrebbe poi dato luogo all'attuale nome.
Un'altra ipotesi si basa sulla scritta in arvis (nei campi) che compare su una pietra miliare romana. Secondo questa teoria il nome della cittadina deriverebbe dalla storpiatura della frase.

## Storia

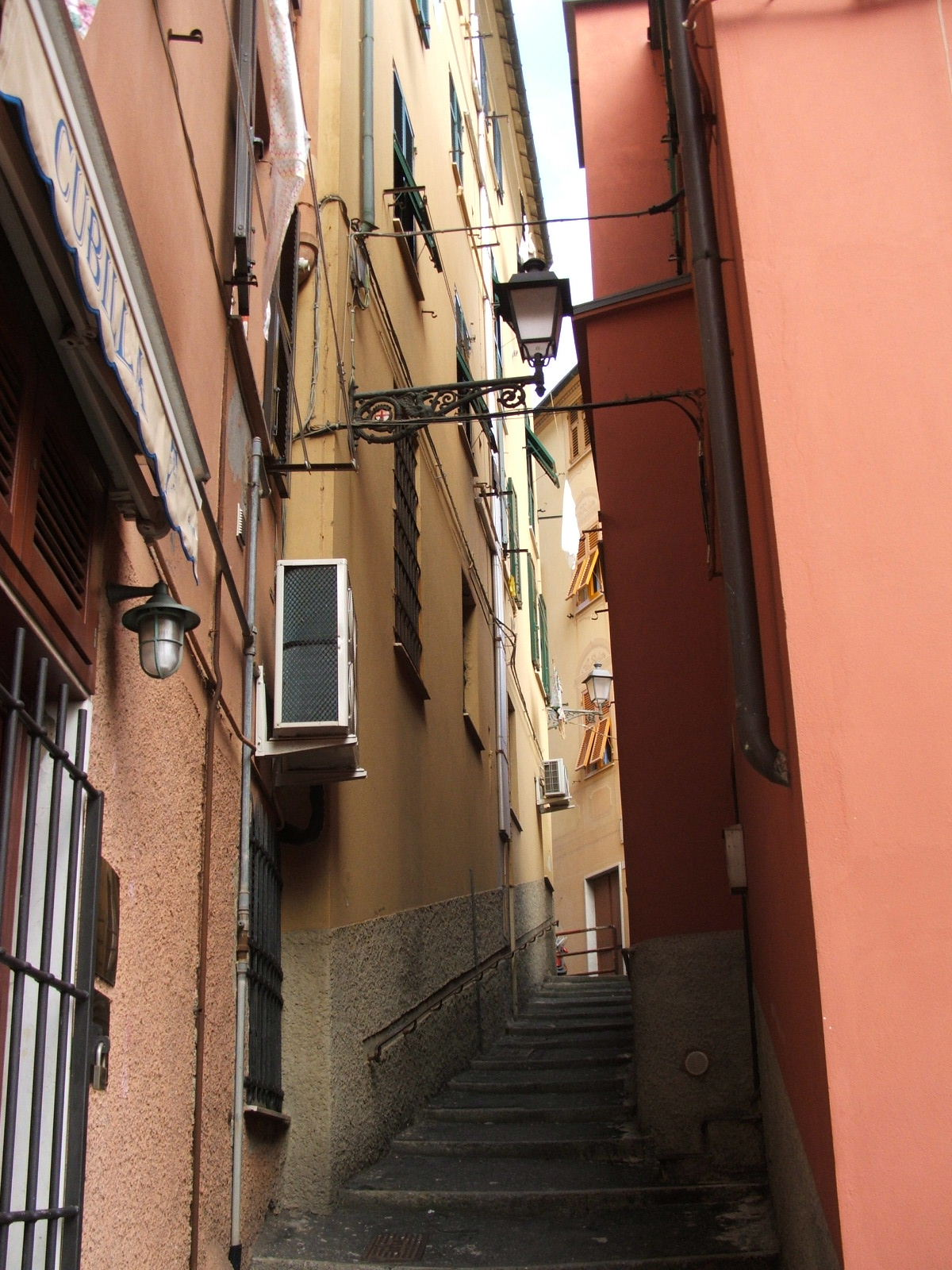
Antica crêuza di mare

Il porticciolo di Nervi fotografato dalla passeggiata Anita Garibaldi nel 1987

Un primo insediamento urbano sorse nell'attuale zona tra il ponte romano e il porticciolo e già nei primi decenni dell'era cristiana è menzionata una stazione per la sosta e cambio dei cavalli in una zona considerata strategica e quale punto di imbarco da e per le merci dirette e provenienti dalle valli Bisagno e Fontanabuona. In questo periodo storico sorsero, oltre la plebana chiesa intitolata a san Siro, avente anticamente giurisdizione religiosa da Sturla a Sori, il castello come presidio militare e controllo dei traffici commerciali e il ponte romano, entrambi ricostruiti nel corso dei secoli.
Le principali attività economiche e per lo più di sostentamento degli abitanti nerviesi erano legate all'agricoltura, alla pesca e alle connesse attività legate al mare e alla marineria; storicamente è da ricordare il coinvolgimento di una flotta navale di Nervi che, assieme a Genova e ad altre località liguri, risultarono vittoriose nella battaglia della Meloria del 1284. Soggetta alla giurisdizione della Repubblica di Genova fin dall'epoca medievale, prima nella podesteria e poi nel capitaneato del Bisagno (1606), risale al XVI secolo l'edificazione di una torre d'avvistamento (detta anche "del fieno", conosciuta ora come "torre Groppallo") lungo la costa per la segnalazione delle imbarcazioni saracene. Tra la fine del secolo e gli inizi del successivo furono realizzati dai monaci dell'ordine dei Minimi il cenobio e, sul luogo di una precedente cappella dedicata a san Paolo, la chiesa di san Francesco di Paola (distrutta nel 1814 e ricostruita nel 1899 dai Padri somaschi dell'adiacente collegio di San Girolamo Emiliani).
Nel corso dei secoli il borgo conobbe diverse fasi ampliative, ancora lungo la costa ma anche nel primo crinale sfruttato ad uso agricolo. A cavallo dei secoli XVII-XVIII-XIX anche la nobiltà genovese e borghesia poi scelse questo territorio levantino di Genova quale dimora residenziale con l'edificazione di pregiate ville: tra le più celebre le ville Grimaldi, Gnecco, Serra e Croce.

Stemma dell'ex comune di Nervi

Con gli avventi napoleonici di fine settecento, e la conseguente caduta della repubblica genovese, la costituita municipalità di Nervi fu inglobata nel dipartimento del Bisagno (1797) con capoluogo San Martino d'Albaro; l'anno successivo fu promossa sede del VI cantone omonimo della giurisdizione del Bisagno e ancora inserita, dal 1803, nel V cantone di San Martino d'Albaro nella I giurisdizione del Centro. Annesso al Primo Impero francese, dal 13 giugno 1805 al 1814 fu inserito nel Dipartimento di Genova.
Con la caduta di Napoleone I il Congresso di Vienna del 1814, invocato nel tentativo di ristabilire l'equilibro tra le nazioni dopo la dominazione napoleonica, stabilì l'annessione del territorio ligure nel Regno di Sardegna; a partire dal 1861 il comune di Nervi fu parte integrante del neo costituito Regno d'Italia. Dal 1859 al 1926 il territorio fu compreso nel II mandamento omonimo del circondario di Genova facente parte dell'allora provincia di Genova.
Col Regio Decreto n. 74 del 14 gennaio 1926, operativo dal 1º luglio 1926, Nervi fu uno dei 19 comuni soppressi e aggregati alla "Grande Genova".
Dal 1978 al 2007 Nervi fu una circoscrizione comunale per poi essere aggregato al Municipio IX Levante.
Nel dicembre 1983 avvenne in questa località un grave incidente stradale, dove un pullman con 38 marinai sbandò sul viadotto sul quale stava viaggiando e precipitò nella valle sottostante: persero la vita 34 dei 38 marinai a bordo.

## Monumenti e luoghi d'interesse

### Architetture religiose
- Chiesa plebana parrocchiale di San Siro. Fu la prima chiesa parrocchiale di Nervi, che dell'epoca medioevale conserva il titolo di "plebana" e la facciata di dimensioni minori rispetto alle attuali, riscoperta in recenti restauri e lasciata in evidenza con le pietre a conci di grossa dimensione. All'interno opere scultoree del periodo neoclassico di vari artisti genovesi, legati all'Accademia ligustica di belle arti, tra i quali gli scultori Pasquale Bocciardo e Bernardo Mantero.
- Chiesa parrocchiale di Santa Maria Assunta del XV secolo.
- Chiesa della confraternita del Rosario. Tra i presepi più grandi ed ammirati del Genovesato vi è anche quello allestito presso la confraternita del Rosario in via alla Chiesa Plebana. Su una superficie di 30 m2 la scena della Natività è movimentata con suoni, giochi d'acqua e movimentazioni meccaniche, in un ambiente tipico di montagna: l'alba, il giorno, il tramonto si alternano alla notte illuminata dalla luna. Il presepe (dovuto all'impegno di Roberto Baldi e Maria Bevilacqua) è, eccetto che per le statuine, interamente fatto a mano con rametti e pietre di montagna e tutti i particolari sono resi in forma dettagliata a partire dall'angolo in cui è ricostruito il mercato, dove tutta la frutta è creata in pasta di mais.
- Chiesa di Nostra Signora della Mercede e Sant'Erasmo in località Capolungo.

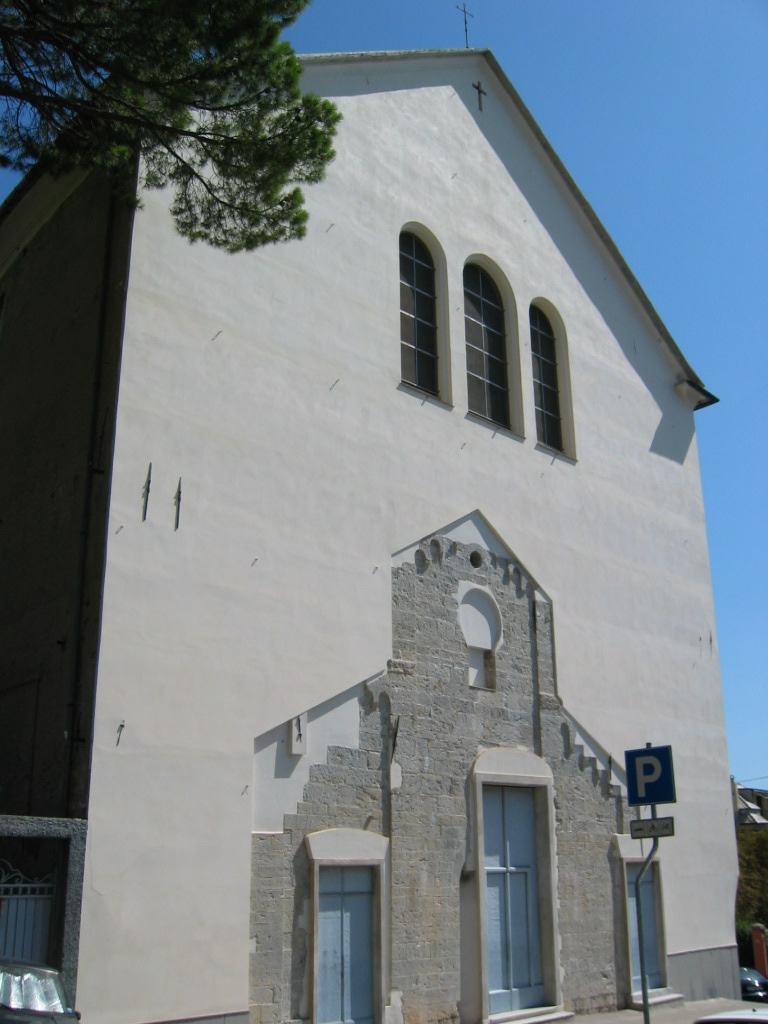
La chiesa plebana di San Siro
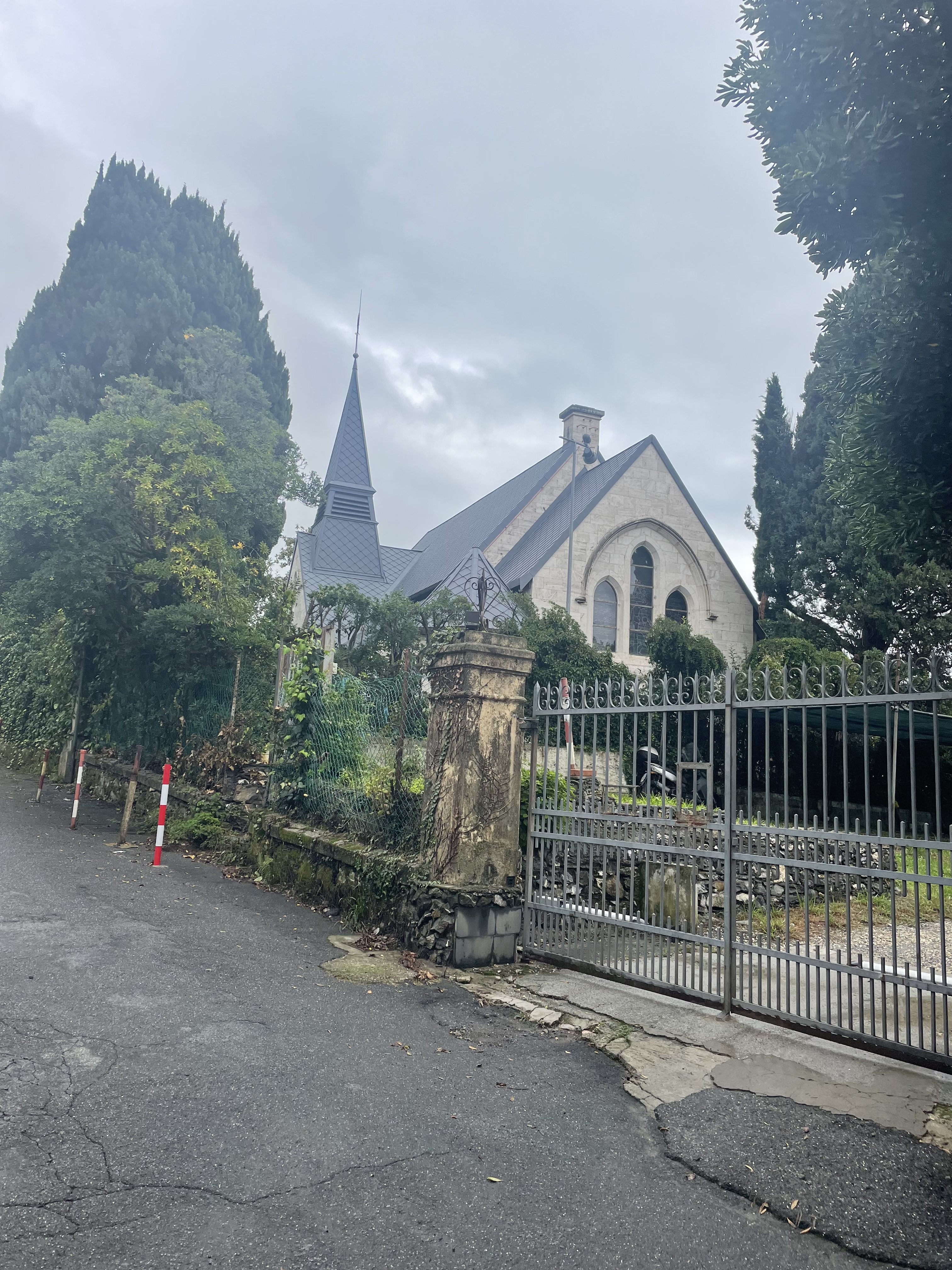
Chiesa luterana Via Capolungo, 18

### Architetture civili
- Villa Gnecco si trova sul torrente Nervi, poco sopra il tratto attraversato dal ponte storico di Nervi. Costruita nel XVIII secolo, ha la caratteristica struttura a angoli rinforzati a corpi angolari avanzati, alla maniera delle fortificazioni, che racchiudono la loggia a tre arcate al centro.

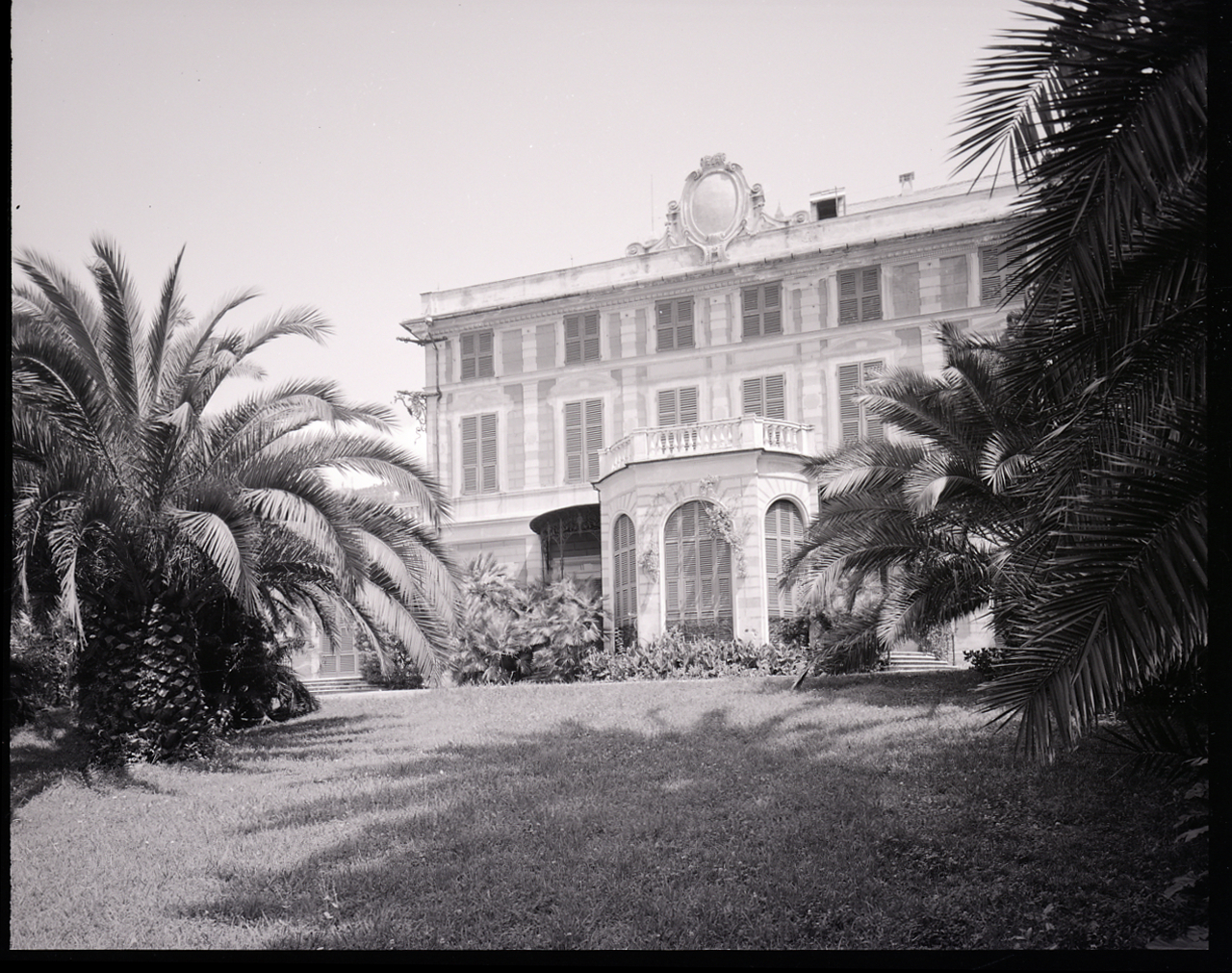
Villa Saluzzo Serra (foto del 1963 di Paolo Monti).

- Villa Gropallo, con il parco venne donata al Comune di Genova.
- Villa Luxoro. All'estremità di levante del quartiere, realizzata all'inizio del Ottocento, è sede del museo omonimo che ospita le ricche collezioni di quadri e antiquariato dei proprietari, con le successive aggiunte. In essa sono alcune note tele di Alessandro Magnasco. Il parco si affaccia sulla scogliera a picco sul mare.
- Villa Saluzzo Serra, acquistata dal Comune di Genova nel 1927 per farne la sede della Galleria d'arte moderna del capoluogo ligure che vi si inaugurò il 16 dicembre 1928. Chiusa tra il 1989 e il 2004, la Galleria riaprì al pubblico il 16 novembre 2004 dopo un radicale intervento di restauro e di riallestimento delle collezioni in un percorso cronologico che dalla fine del Settecento giunge alla fine del Novecento proponendo importantissimi artisti del Romanticismo e dell'impressionismo italiano, fino ai protagonisti del Simbolismo e del Divisionismo, del Futurismo e agli interpreti eccellenti delle diverse anime culturali del Novecento.
- Villa Grimaldi Fassio, residenza della famiglia Fassio Tomellini dalla fine degli anni Cinquanta del Novecento, fu acquistata dal Comune di Genova nel 1979 e destinata a contenitore delle collezioni d'arte dei fratelli Lazzaro G. B. e Luigi Frugone. Il 21 marzo 1993 si inaugurò il museo delle Raccolte Frugone, un vero e proprio concentrato di dipinti e sculture della Belle Époque, ancora oggi aperto al pubblico coi suoi Fattori, Signorini, Lega, Fontanesi, Delleani, Cremona, Boldini, De Nittis, Segantini, Troubetzkoy, Ciardi, Milesi, Favretto, Fragiacomo, Tito, Palizzi, Mancini, Michetti, Sorolla y Bastida, Miller e così via.

### Architetture militari

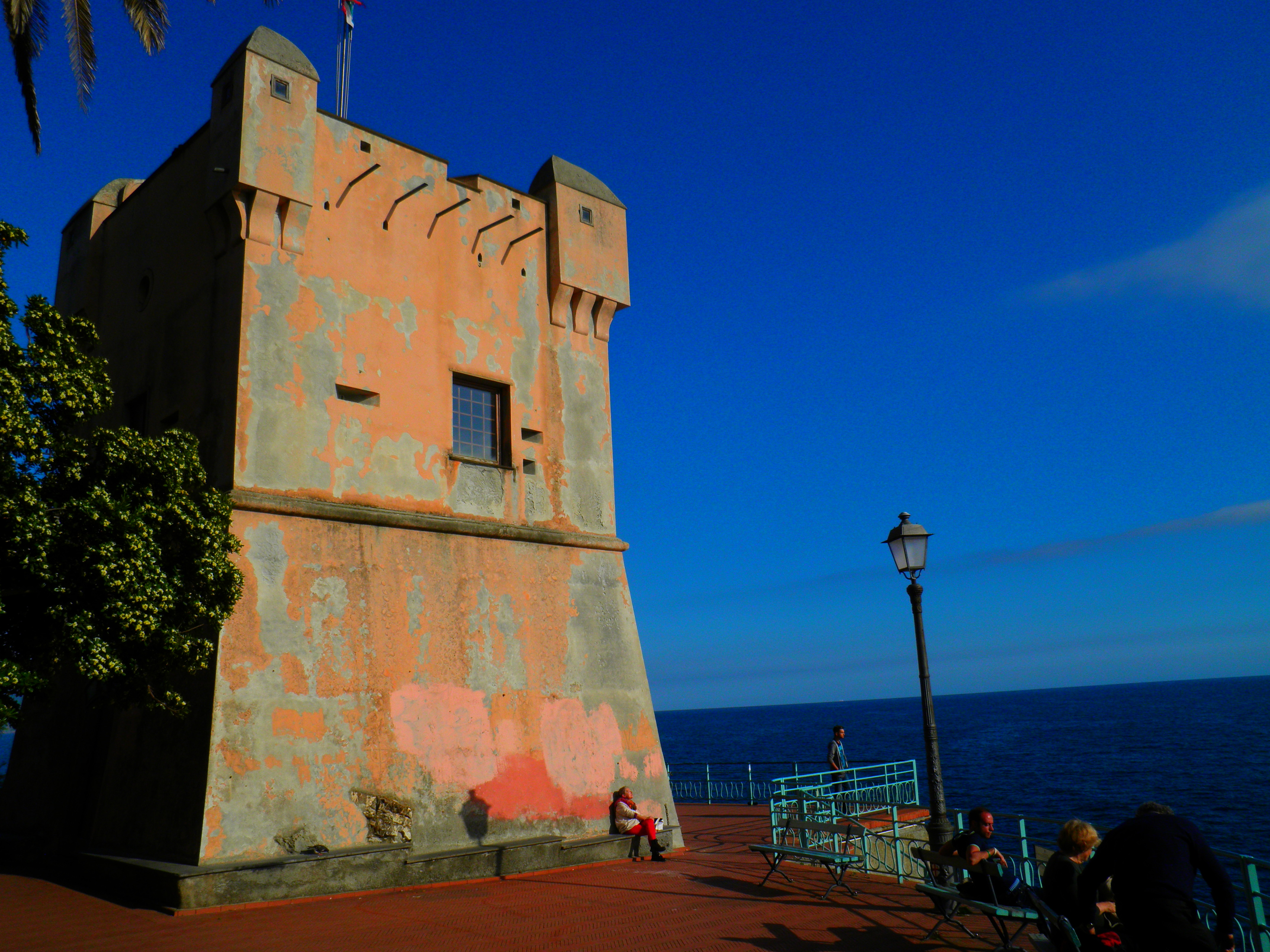
La torre Gropallo

- Castello di Nervi. Costruito nel XVI secolo a protezione dell'approdo, attuale porticciolo alla foce del torrente Nervi, dove inizia la passeggiata a mare Anita Garibaldi, dopo un accurato restauro conservativo è sede di spazi espositivi.
- Torre Gropallo. Realizzata nella seconda metà del Cinquecento dopo la pesante incursione del corsaro turco Dragut (Thorgut, Turgut), prende il nome attuale dopo l'acquisto a metà dell'Ottocento da parte del marchese Gaetano Gropallo e che collegò l'edificio al suo parco omonimo. Collocata lungo la passeggiata Anita Garibaldi, è nota anche come "torre del fieno", per via del fieno bagnato che veniva bruciato sulla parte superiore della torre per produrre fumo e segnalare pericoli. Modificata e restaurata più volte nel corso dei secoli, nel 1936 venne acquistata dal Comune di Genova e successivamente ospitò la sede della Lega navale italiana e del gruppo di Nervi dell'Associazione Nazionale Alpini.

### Aree naturali

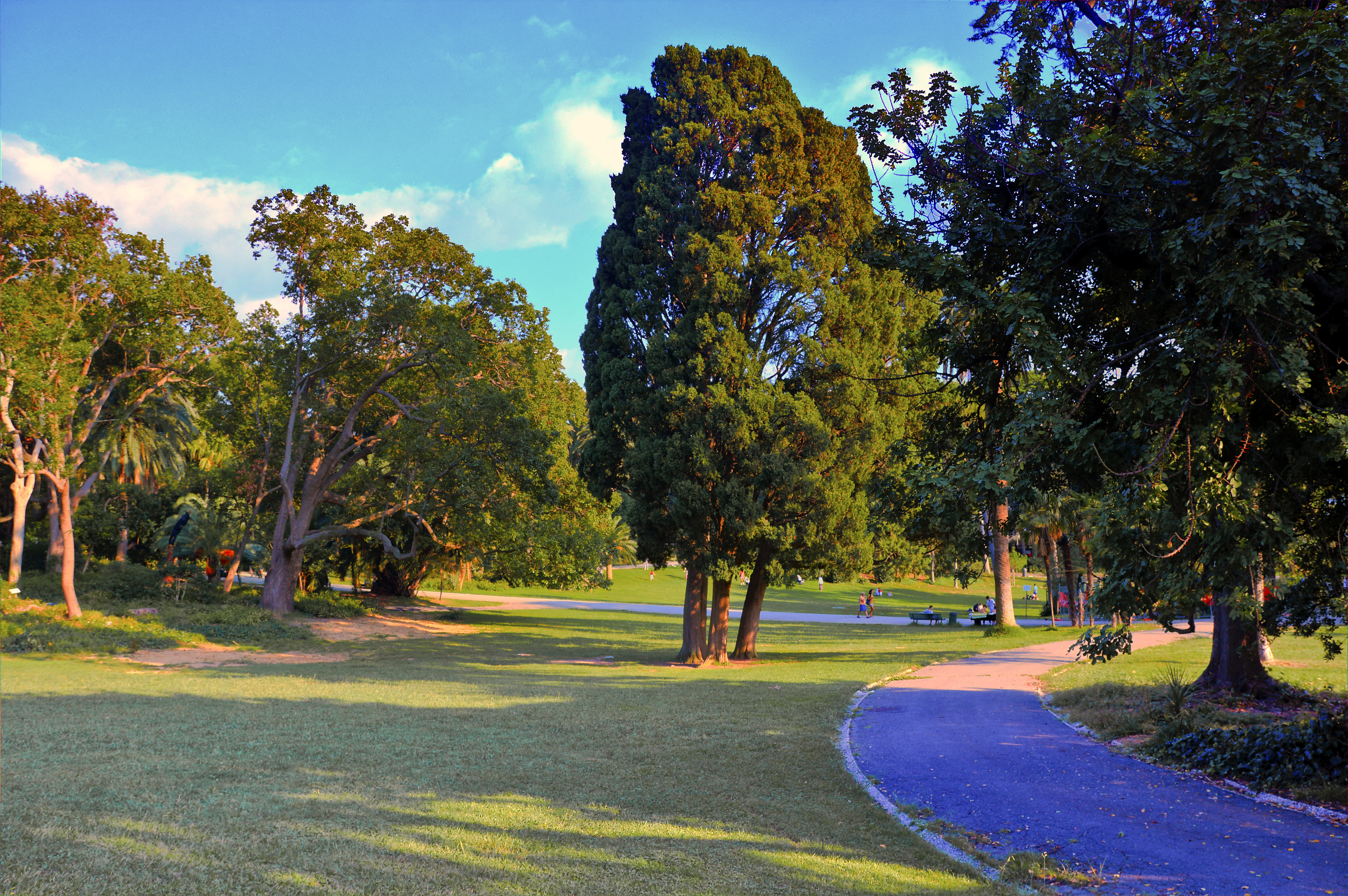
I parchi di Nervi

Nel territorio di Nervi è presente e preservato un sito di interesse comunitario, proposto dalla rete Natura 2000 della Liguria, per il suo particolare interesse naturale e geologico. Il sito è collocato tra i fondali delle delegazioni genovesi di Boccadasse, Sturla, Quarto dei Mille e Quinto al Mare dove è segnalato un particolare habitat formato da praterie di posidonia oceanica e formazioni coralline. Tra le specie animali sono presenti i pesci:  Hippocampus hippocampus, Labrus merula, Parablennius gattoruggine, Parablennius tentacularis, Symphodus cinereus, Symphodus rostratus, Symphodus tinca.
Inseriti nel contesto urbano della delegazione si trovano i tre parchi conosciuti comunemente come Parchi di Nervi, nei cui due teatri allestiti all'aperto si è spesso tenuto un importante festival estivo del balletto e la manifestazione estiva Cinema nel Roseto.
La passeggiata, posta tra i parchi ed il mare, è stata intitolata ad Anita Garibaldi il 19 giugno 1945. La passeggiata attuale risale alla seconda metà del XIX e venne costruita in due tempi dal marchese Gropallo: la prima parte nel 1862, per collegare il porticciolo con la torre Gropallo, la seconda nel 1872 per collegare via Serra Gropallo (la strada che attraversa i parchi) con la zona di Capolungo, ma sembra che lungo il percorso esistesse già un sentiero, usato principalmente dai pescatori e contadini del luogo.
La passeggiata prevede diversi accessi alla scogliera sottostante (alcuni dei quali negli anni sono stati chiusi per motivi di sicurezza), sulla quale sono edificati degli stabilimenti balneari. La zona durante i mesi estivi è intensamente frequentata da bagnanti e da qualche pescatore.
Oltre alla scogliere che affianca la passeggiata la delegazione ha anche alcune spiagge di modeste dimensioni, che sono tuttavia frequentemente danneggiate dalle mareggiate. Ai due estremi della passeggiata sono presenti delle piccole spiagge con i relativi porticcioli, a levante Capolungo (ai piedi del quartiere di Sant'Ilario), a ponente la spiaggia detta del porticciolo, mentre, proseguendo ancora a ponente, sul confine tra Quinto e Nervi, vi è la spiaggia di Caprafico.

## Cultura

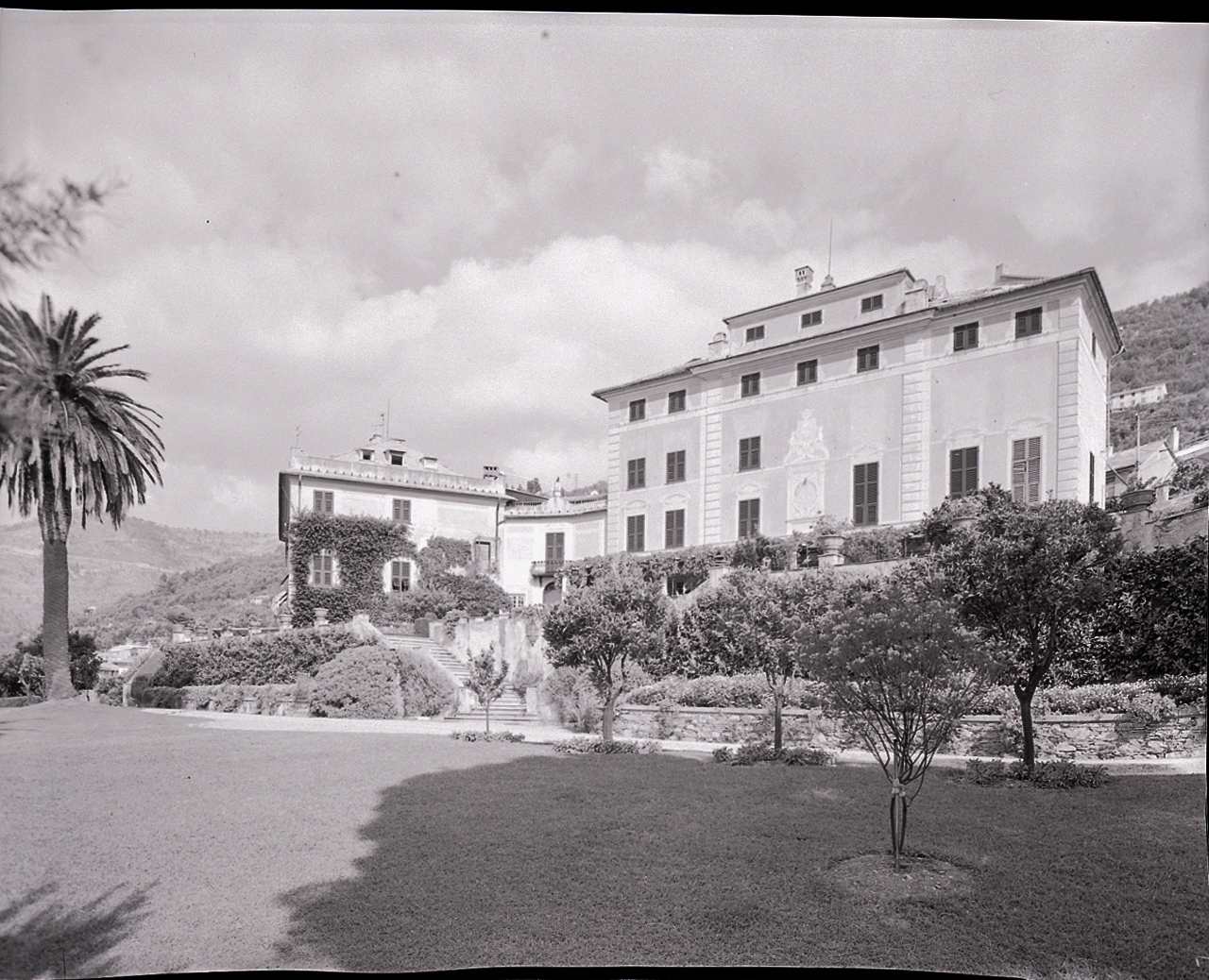
Villa Cattaneo della Volta

### Istruzione

#### Biblioteche
Presso il primo piano della villa Gropallo è ubicata dal 1979 la biblioteca civica di Nervi, che nel 1988 fu intitolata allo scrittore Virgilio Brocchi.

#### Musei
Nervi offre un'importante e ricco polo museale ospitato, in maggior parte, nelle antiche ville che si trovano nei parchi storici del borgo. I visitatori possono, nell'arco di circa un chilometro, apprezzare le magnifiche collezioni di arte moderna e contemporanea della città di Genova che vi sono esposte - dipinti, sculture, grafica, arredi e arti decorative - , oltre alla dimora-museo di villa Luxoro con importanti oggetti d'arte antichi.
- Galleria d'arte moderna con opere della Collezione Wolfson - Villa Saluzzo Serra. Antico edificio costruito ed ampliato tra la fine del Cinquecento e l'Ottocento, presenta importanti collezioni d'arte dal XIX al XXI secolo relative alla produzione artistica in Liguria, con significative aperture sul contesto culturale italiano e straniero. Romanticismo, pittura di storia e di genere, ricerca sul vero e Impressionismo italiano, Simbolismo, Futurismo e le numerose correnti del Novecento italiane e straniere sono raccontati attraverso l'eccelsa qualità di opere firmate da artisti come Barabino, Baroni, Rayper, D'Andrade, Cabianca, Nomellini, Merello, Depero, Carena, Casorati, De Pisis, Ferrazzi, Fillia, Messina, Baroni, Martini, Guttuso, Mafai, Cagli, Pirandello, Sassu, Survage, Zao Wou Khi.

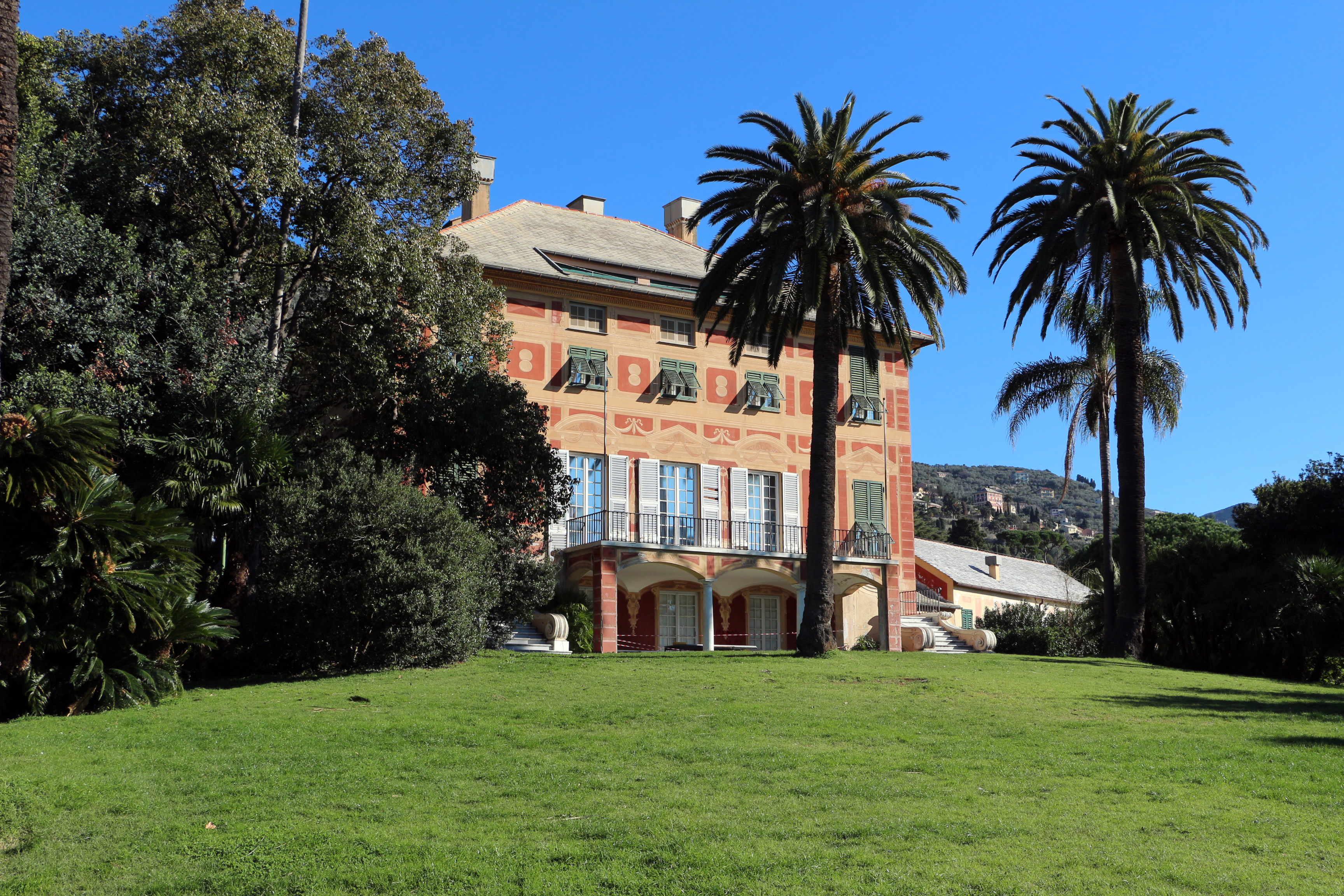
Villa Grimaldi Fassio, sede delle Raccolte Frugone.

- Raccolte Frugone - Villa Grimaldi Fassio. Conserva le collezioni d'arte italiana e straniera donate alla città dai fratelli G.B. e Luigi Frugone nel 1935 e nel 1953. Ritratti, pitture di genere, paesaggi e sculture databili tra il 1860 e 1930, raccolti secondo i criteri del collezionismo altoborghese di inizio Novecento. Opere dei più importanti artisti italiani e stranieri, legati alle esperienze della Belle Époque: Bistolfi, Boldini, Ciardi, Cremona, De Nittis, Fattori, Favretto, Fontanesi, Fragiacomo, Lega, Mancini, Messina,  Michetti, Miller, Palizzi, Segantini, Signorini, Sorolla y Bastida, Troubetzkoy.
- Museo Giannettino Luxoro – Villa Luxoro. Affacciate sulla scogliera di Nervi, le sale di una residenza signorile estiva del primo Novecento ospitano collezioni di dipinti italiani e stranieri, disegni, mobili, orologi notturni antichi, ceramiche, argenti e una straordinaria raccolta di statuine da presepio genovese, napoletano, siciliano e lombardo del XVII e XVIII secolo. Di particolare interesse le tele settecentesche di Alessandro Magnasco.
- Wolfsoniana – Via Serra Gropallo. Specializzata principalmente sulle arti decorative e di propaganda del periodo 1880-1945, la Wolfsoniana, si snoda attraverso le principali correnti linguistiche e espressive della prima metà del XX secolo, dall'Art Nouveau al Déco, dal Novecento al Razionalismo. A documentare la complessità culturale dell'epoca contribuisce la straordinaria varietà di materiali esposti: dipinti, sculture, arredi, ceramiche, argenti, oggetti d'uso quotidiano e design industriale tra Bugatti, Chini, Cambellotti e Gio Ponti, tra Olbrich, Piacentini, Thayaht e Diulgheroff.

## Geografia antropica

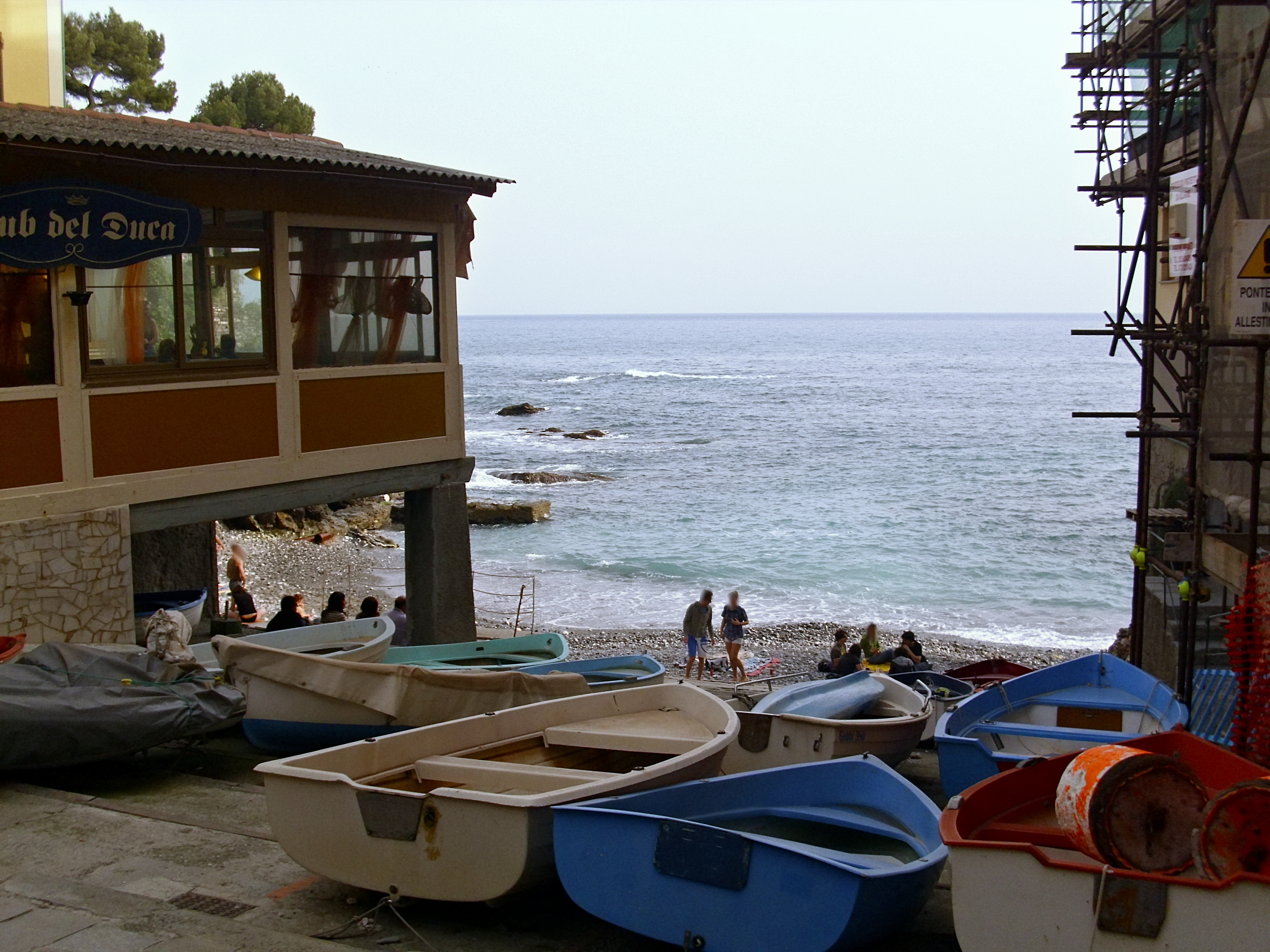
La spiaggia di Capolungo

### Capolungo
Il borgo di Capolungo è un sottoquartiere di Nervi, situato all'estrema propaggine orientale del comune di Genova, appena prima del comune di Bogliasco, con il quale il borgo confina; del borgo fanno parte l'antica stazione ferroviaria di Sant'Ilario, citata da Fabrizio De André nella celebre canzone Bocca di Rosa, uno scalo per le barche con spiaggia in ciottoli annessa, e l'inizio della passeggiata di Nervi "Anita Garibaldi" che conduce al porticciolo di Nervi passando lungo il mare. Capolungo fu per molto tempo meta di turisti abbienti, soprattutto provenienti dal Nord-Est Europa e dalla Russia che venivano a svernare sulle coste liguri nei periodi più freddi dell'anno nonché per curare la tubercolosi, sperando negli influssi benefici dell'aria di mare ricca di iodio.
A Capolungo appartengono alcuni dei parchi di Nervi, antichi giardini delle più belle ville nobiliari dei tempi passati.
Dal capolungo transita la strada statale 1 Via Aurelia.

## Infrastrutture e trasporti

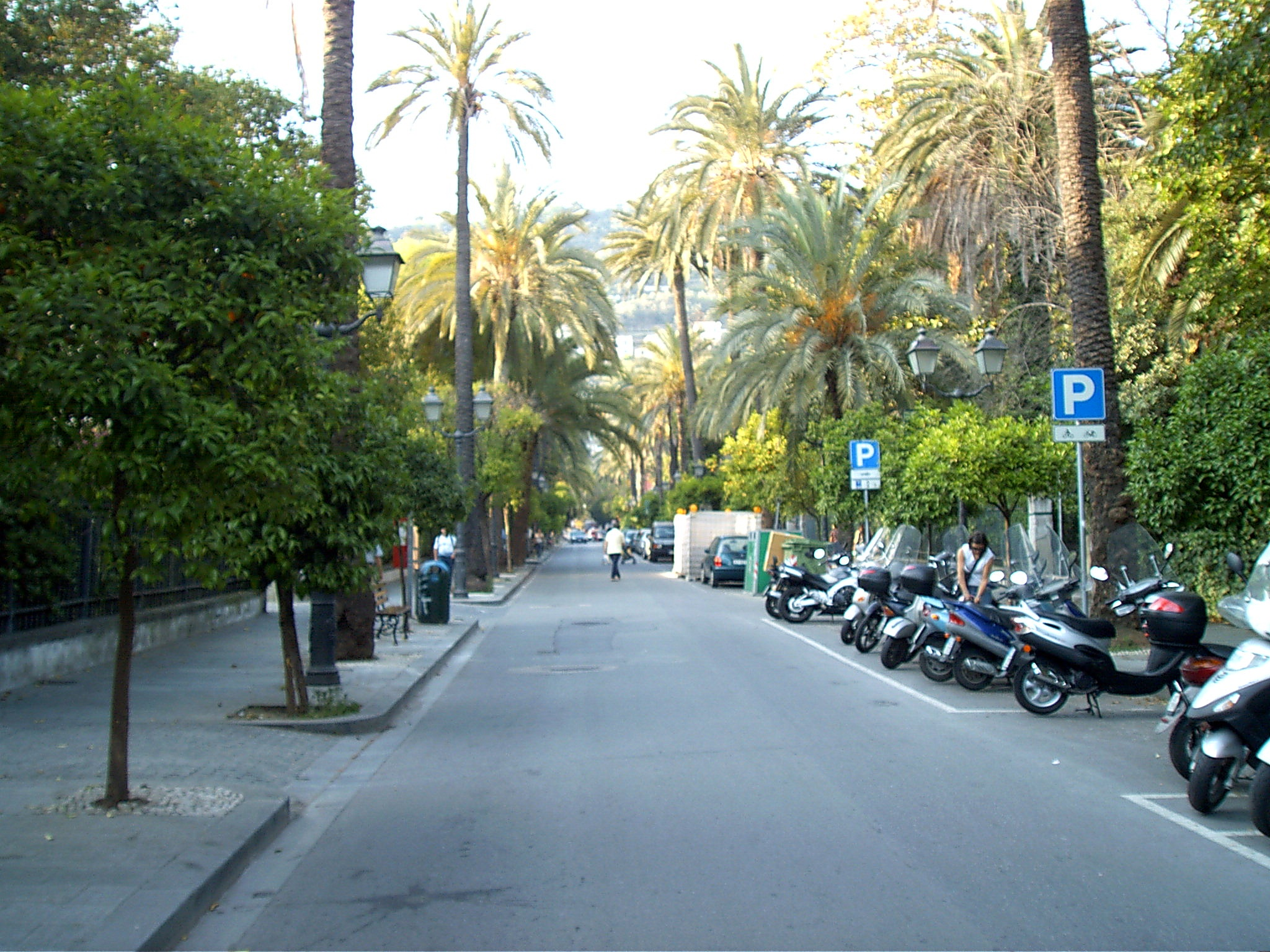
Il viale delle Palme, che collega la stazione ferroviaria e la passeggiata Anita Garibaldi con la zona centrale in cui si trovano capolinea di diverse linee di autobus

### Ferrovie
Sul territorio nerviese è presente l'omonima stazione ferroviaria lungo la linea ferroviaria Genova-Pisa; la stazione è servita da tutti i treni regionali effettuati da Trenitalia nell'ambito del contratto di servizio con la Regione Liguria che prevedono un collegamento di tipo suburbano verso il centro cittadino.
Storicamente Nervi possedeva altri due impianti ferroviari:
- la fermata di Genova Sant'Ilario, già "Sant'Ilario Ligure", chiusa all'esercizio il 1º maggio 1959 e nota perché citata in Bocca di Rosa di Fabrizio De André;
- la fermata di  Via Cattaneo in corrispondenza dell'ex passaggio a livello presso il porticciolo, soppressa il 15 gennaio 1948.

Un posteggio taxi si trova nella centrale piazza Pittaluga, raggiungibile dalla stazione ferroviaria tramite il viale delle Palme.

### Mobilità urbana
Nervi è servita da due autolinee interne, la circolare 517 e la linea 516 per la frazione di Sant'Ilario. A collegare Nervi e Quinto è presente una terza linea, la 515. Il quartiere è inoltre collegato al centro di Genova tramite le linee 15 e 17, che percorrono rispettivamente la strada lungomare e corso Europa, la linea serale 607 e la notturna N2, che fanno capolinea nella delegazione. Tutte le autolinee urbane sono gestite dall'AMT.
Nel quartiere è presente anche una piccola ZTL.
In passato Nervi costituiva uno dei capilinea della rete tranviaria di Genova.

## Informazione

### Storia
Il primo organo di informazione si presenta al quartiere già negli anni’80 con il nome di “RadioNervi” e aveva come frequenze i mhz 99,400 e 103,800. La sede sorgeva in via Pessale.
Il quartiere si dota di un primo quotidiano già a metà degli anni ‘90 quando, il giornalista Piero Sessarego, inizia La pubblicazione della “Voce di Nervi e Sant’Ilario. Dopo qualche anno la Redazione viene chiusa. Il 17 febbraio del 2015, il giornalista Matteo Sacco fonda, insieme alla collega Elisa Marini, “Il Nerviese”, divenuto poi Il Nerviese nel Levante.

### Il Nerviese nel Levante
Il quotidiano, pubblicato sul Web attraverso la rete scrive delle cronache e delle vicende del quartiere dall’anno dalla sua fondazione: il 2015. Cronaca, cultura, sport, eventi e curiosità. Una volta al mese viene pubblicato un Magazine all’interno del quale vengono raccolte tutte le notizie più importanti e distribuito per tutto il Levante: da Capolungo a Murcarolo. Abbandonata l’edizione cartacea nel 2018 - è online al sito www.ilnerviese.it. Il Direttore è, dall’anno della sua fondazione, Matteo Sacco.
Nell’aprile del 2020 “Il Nerviese” si evolve ne Il Nerviese nel Levante, diventando di fatto l’unico quotidiano online dedicato interamente agli accadimenti del Levante genovese, nona circoscrizione della città di Genova con oltre 300mila lettori - in media - mensili. 
Nel 2022 il raggio si allarga e la cronaca raggiunge a ponente Boccadasse e a est Bogliasco.